# Салманасар II
Салманаса́р II (аккад. Шульману-ашаред, букв. «[Бог] Шульману (Салман) — предводитель») — царь Ассирии приблизительно в 1031—1019 годах до н. э.
Время правления Салманасара II, сына и наследника Ашшур-нацир-апала I, совпало с так называемым «Тёмным веком» в истории Ассирии, от которого практически не сохранилось никаких современных событиям источников.
На основании сохранившихся обрывков анналов более позднего царя Ашшур-дана II, можно сделать вывод, что Салманасар II потерпел несколько поражений от арамеев, захвативших некоторые ассирийские земли.
Согласно «Ассирийскому царскому списку», Салманасар II правил 12 лет. Следующим правителем Ассирии стал его сын Ашшур-нирари IV.